# Noord (tjasker)
Noord is de aanduiding van een tjasker aan de Molenweg in Giethoorn in de Nederlandse provincie Overijssel. 
De paaltjasker is in 1970 gebouwd. Hij heeft houten roeden met een lengte van 5,12 meter die dwarsgetuigd zijn opgehekt. Bouwer was de Giethoorner molenmaker R.W. Dijksma. Het object heeft de status van gemeentelijk monument.